# Neferkara Payeftjauembastet
Neferkara Payeftjauembastet (... – 720 a.C.?) è stato un governatore (principe) di Eracleopoli, nell'Alto Egitto, durante la XXIII dinastia egizia.

## Biografia
Nominato governatore di Heracleopolis da Takelot III, o da Rudamon II, di cui aveva sposato una sorella, si attribuì, arbitrariamente, i titoli regali, pur rimanendo in posizione di vassallaggio verso i sovrani della XXIII dinastia.

Durante la conquista dell'Egitto da parte di Piankhi, primo sovrano della XXV dinastia, dapprima aderì alla coalizione capeggiata da Tefnakht, fondatore della XXIV dinastia, con l'obiettivo di opporsi al sovrano nubiano, poi, in un secondo tempo, fece atto di sottomissione a questi.

## Titolatura
| G5 |

| G5 |

|       |
| \| \| |
|       |
|       |

|  |

|       |
| \| \| |
|       |
|       |

|  |

| G16 |

| G16 |

|  |

| G8 |

| G8 |

|  |

| M23 · X1 | L2 · X1 |

| M23 · X1 | L2 · X1 |

| N5 | F35 | D28 |

| N5 | F35 | D28 |

| N5 | F35 | D28 |

| N5 | F35 | D28 |

| N5 | F35 | D28 |

| N5 | F35 | D28 |

| N5 | F35 | D28 |

| N5 | F35 | D28 |

| G39 | N5 |

| G39 | N5 |

| G40 | f | P5 | W1 | t · D36 |

| G40 | f | P5 | W1 | t · D36 |

| G40 | f | P5 | W1 | t · D36 |

| G40 | f | P5 | W1 | t · D36 |

| G40 | f | P5 | W1 | t · D36 |

| G40 | f | P5 | W1 | t · D36 |

| G40 | f | P5 | W1 | t · D36 |

| G40 | f | P5 | W1 | t · D36 |